# Diáspora palestina

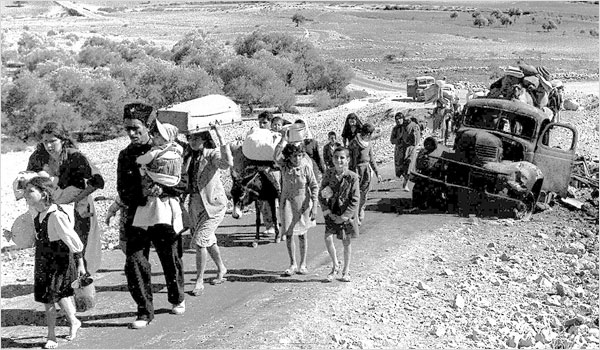
Refugiados palestinos dejando Galilea en 1948

Diáspora palestina (en árabe: الشتات, Al-Shatat) es la designación que se usa para describir a los palestinos que viven fuera de la palestina histórica por diversas causas, pero principalmente por la guerra árabe-israelí de 1948 y la guerra de los Seis Días de 1967; y en el pasado por la política de opresión que desplegó el Imperio otomano contra los palestinos cristianos a fines del siglo XIX.
En el caso del éxodo palestino o Nakba producido como consecuencia de la guerra árabe-israelí de 1948, la Resolución 194 de la Asamblea General de las Naciones Unidas y la Agencia de las Naciones Unidas para los refugiados de Palestina en Medio Oriente (UNRWA) otorga a la población palestina exiliada el estatus de «refugiados», describiéndolos esta última como las «personas cuyo lugar de residencia habitual, entre junio de 1946 y mayo de 1948, era la Palestina histórica - o lo que es hoy el actual Estado de Israel- y que perdieron sus casas y medios de vida como consecuencia de la guerra. Los descendientes de esta población son también considerados refugiados por la Agencia».

## Orígenes del término
Diáspora implica la dispersión de grupos étnicos o religiosos que han abandonado su lugar de procedencia originaria y que se encuentran repartidos por el mundo. El término tendría su origen en la expresión griega διασπορά (dispersión) que aparece en la traducción griega antigua del Antiguo Testamento conocida como la Septuaginta: ἔση διασπορὰ ἐν πάσαις βασιλείαις τῆς γῆς (serás una diáspora —o dispersión— en todos los reinos de la tierra) (Deuteronomio xxviii: 25).

## Historia

### Durante la Palestina Otomana
En el siglo XVI, Palestina fue conquistada por los turcos del Imperio otomano, cuya dominación perduró hasta el final de la Primera Guerra Mundial, formando parte de la Siria otomana las actuales Siria, Líbano, Jordania, Israel, Palestina, un sector de Turquía y otro de Irak. A partir del siglo XIX, el Imperio otomano empezó a hostilizar a los palestinos cristianos. Así, por ejemplo, en 1909 las autoridades otomanas abolieron la exención del servicio militar aplicada hasta entonces a judíos y cristianos. Muchos jóvenes cristianos vieron la emigración como un medio de escapar de la conscripción y con ello de los sangrientos conflictos existentes en la región. De esta manera, se produjo la primera oleada de migración cristiana desde Palestina.

Campo de refugiados palestinos de Jaramana, Siria (1948)

### A partir de la guerra árabe-israelí de 1948
El 14 de mayo de 1948, con la expiración del mandato británico de Palestina, el líder sionista David Ben Gurion declaró la independencia de Israel que, tras el rechazo de los países árabes y de los líderes palestinos, dio lugar a la guerra árabe-israelí de 1948, que a su vez ocasionó la expulsión de cientos de miles de palestinos en lo que los árabes conocen como Nakba ("catástrofe" o "desastre"). Así, la creación del Estado de Israel supuso el éxodo forzado de alrededor de 800,000 palestinos (el 80% de la población de la región), arrancadas de sus hogares y obligadas a instalarse en precarios campos de refugiados en los países árabes vecinos. La ONU adoptó entonces la Resolución 194 en su Asamblea General, otorgando a los exiliados palestinos la condición de refugiados. Desde entonces, los palestinos reivindican el llamado derecho al retorno, que implica el derecho a regresar y a recuperar la propiedad que ellos o sus antepasados dejaron atrás o fueron obligados a abandonar en lo que actualmente es Israel y el Estado de Palestina (ambos anteriormente parte del Mandato británico de Palestina).

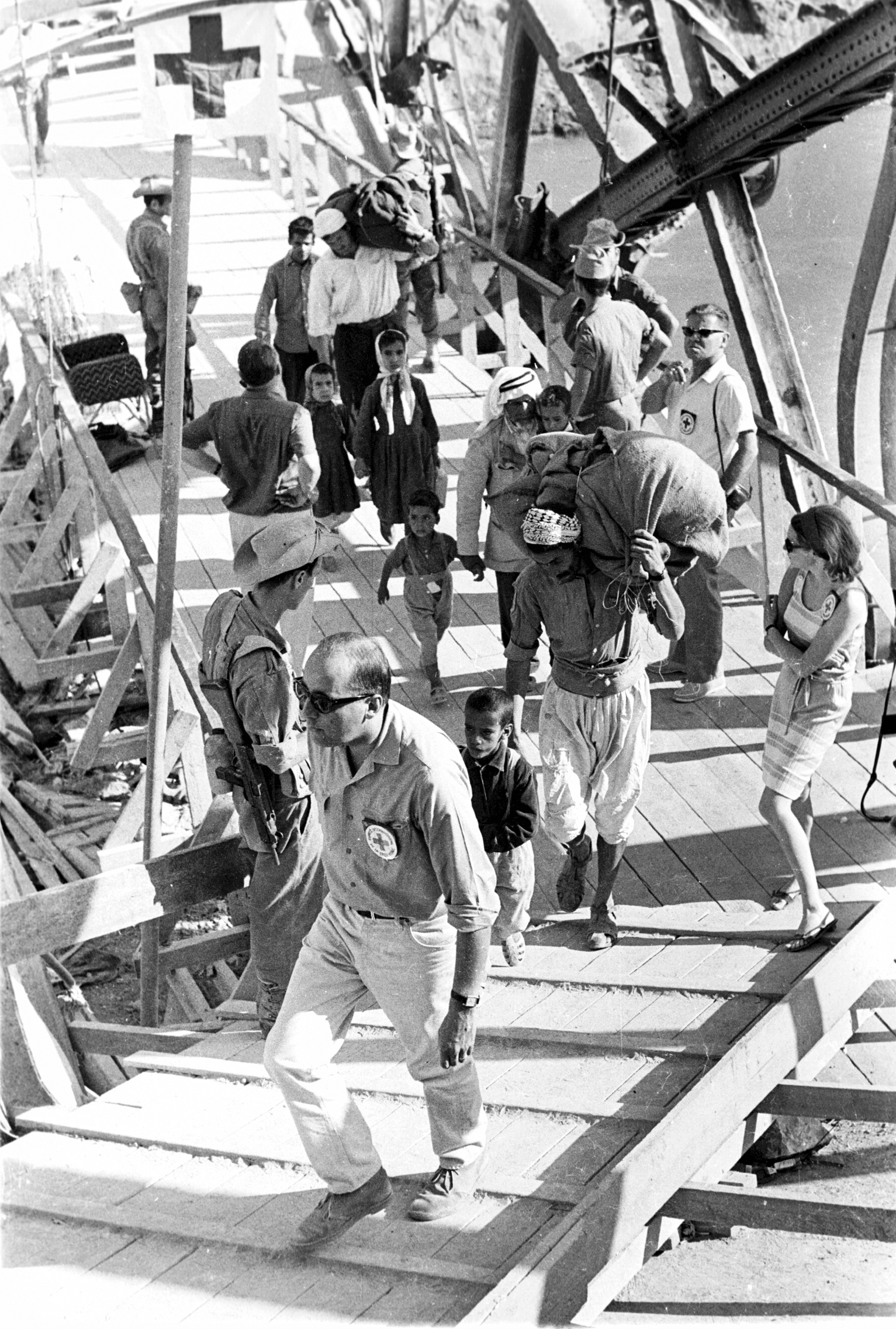
Refugiados palestinos de la guerra de los Seis Días (1967) atravesando el Puente Allenby con Jordania.

### A partir de la guerra de los Seis Días de 1967
Varios cientos de miles de palestinos se vieron obligados a abandonar sus hogares una vez más tras la aplastante victoria israelí en la guerra de los Seis Días de 1967 y la consiguiente ocupación militar de Cisjordania, Jerusalén Este, la Franja de Gaza, los Altos del Golán y la Península del Sinaí. Con la ocupación israelí, numerosos jóvenes palestinos se vieron animados a emigrar a Sudamérica. En conjunto, los refugiados de las guerras de 1948 y 1967 (así como sus descendientes) forman el grueso de la diáspora palestina.
Además de la guerra, otros factores como la búsqueda de mejores oportunidades laborales, de una mejor oferta educativa o incluso la persecución religiosa han impulsado también la emigración palestina. En los diez años siguientes a la guerra de los Seis Días en 1967, por ejemplo, una media de 21.000 palestinos al año se vieron obligados a abandonar las tierras controladas por Israel. Este patrón de huida de la población palestina se mantuvo en las décadas de los años setenta, ochenta y noventa del siglo XX.

## Situación actual
La Oficina Central de Estadísticas de Palestina (PCBS) anunció el 20 de octubre de 2004 que el número de palestinos en todo el mundo a fines de 2003 era de 9,6 millones, lo que representa un incremento de 800.000 desde 2001. A mediados de 2009, el pueblo palestino estaba formado por 10.738.051 personas, de las que 3.935.249 (el 36,6%) vivían en el Estado de Palestina, 1.231.061 en Israel (el 11,5%), 4.960.234 (el 46,2%) en otros países árabes y otros 611.507 (5,7%) en países no árabes. A finales de 2015, la PCBS cifraba en 12,37 millones el número de palestinos viviendo tanto en la Palestina histórica como en la diáspora.
Aunque la mayor comunidad individual de palestinos se encuentra en territorios que formaron parte del Mandato británico de Palestina (es decir, el Estado de Palestina e Israel), más de la mitad de los palestinos vive en otros lugares. La ausencia de censos hace muy difícil establecer datos de población. Según las cifras aportadas más abajo, el pueblo palestino se distribuye de la siguiente manera a lo largo del mundoː
| País                   | Población palestina |
| ---------------------- | ------------------- |
| Palestina              | 3.935.249           |
| Jordania               | 3.000.000           |
| Israel                 | 2.037.000           |
| Siria                  | 630.035             |
| Líbano                 | 504.376             |
| Chile                  | 500.000             |
| Egipto                 | 50.000 - 80.000     |
| Kuwait                 | 360.000             |
| Catar                  | 301.000             |
| Honduras               | 270.000             |
| Arabia Saudí           | 240.000 - 407.000   |
| Alemania               | 200.000             |
| Colombia               | 100.000-120.000     |
| Brasil                 | 100.000             |
| Emiratos Árabes Unidos | 92.000              |
| El Salvador            | 90.000              |
| Estados Unidos         | 85.186              |
| Perú                   | 70.000              |
| Libia                  | 60.000              |
| Venezuela              | 50.000              |
| Eritrea                | 38.000              |
| Bolivia                | 38.000              |
| Canadá                 | 31.245              |
| Yemen                  | 30.000              |
| Francia                | 25.000              |
| Reino Unido            | 20.000              |
| Dinamarca              | 20.000              |
| Suecia                 | 15.000-18.000       |
| México                 | 13.000              |
| República Dominicana   | 12.000              |
| Ecuador                | 11.000              |
| Guatemala              | 10.800              |
| Cuba                   | 10.000              |
| Irak                   | 10.000 - 50.000     |
| Panamá                 | 8.100               |
| Uruguay                | 5.000               |
| Argentina              | 1.100               |

### Oriente Medio
La enorme proporción de palestinos viviendo en países limítrofes del antiguo Mandato británico de Palestina (Jordania, Líbano, Siria y Egipto) tiene su raíz en la Nakba, la expulsión o huida de unos 700.000 palestinos ante el avance de las tropas judías durante la guerra árabe-israelí de 1948. A la conclusión de dicho conflicto, Israel negó a estos refugiados palestinos el derecho de retorno a sus hogares y se apropió de todas sus tierras y propiedades, por lo que cientos de miles de palestinos hubieron de asentarse en campamentos de refugiados o en las propias ciudades de los países vecinos, donde siguen viviendo a día de hoy. 
A fecha de 2009, según los datos de la Oficina Central de Estadísticas de Palestina (PCBS), el 46,2% del pueblo palestino vivía en otros países árabes, lo que suponía un total de 4 960 234 personas. Jordania es el único país del mundo que ha naturalizado por completo a sus habitantes de origen palestino, no distinguiendo entre estos y los propiamente jordanos en las estadísticas oficiales, salvo por unos 140.000 palestinos provenientes de la Franja de Gaza, que no tienen acceso a la ciudadanía ni, por lo tanto, al derecho al voto. Por este motivo no hay datos de censos oficiales sobre cuántos de sus habitantes son palestinos; las estimaciones varían entre el 50% y el 80%. Esto supone alrededor de 3 millones de personas, de las que 2.247.768 están registrados como refugiados. Algunos investigadores políticos atribuyen esto a la política jordana de no aumentar la brecha entre los dos grupos principales de población del país: los beduinos originales, que ostentan la mayoría de los cargos de la administración, y los palestinos, que son predominantes en la economía.
Las cifras de UNRWA, la agencia de las Naciones Unidas responsable de los refugiados palestinos, establecen en 504.376 el número de palestinos registrados como refugiados y residiendo en Líbano, lo que supone un 10% del total de la población libanesa. La mayoría de ellos viven todavía en alguno de los 12 campamentos de refugiados distribuidos por todo el país. Por otro lado, un censo específico realizado por las autoridades libanesas en 2017 redujo en gran medida la cifra de refugiados palestinos en Líbano, cifrándola en 174.422 personas. Según este censo, en torno al 45% de los palestinos en Líbano viven en 12 campos de refugiados, mientras que el 55% restante reside en un total de 156 localidades libanesas. Una tercera cifra es la aportada por la Universidad Americana de Beirut, que en 2015 cifraba el número de palestinos en Líbano entre 260.000 y 280.000 personas. Los palestinos que viven en Líbano no están considerados formalmente como extranjeros, pero tampoco como nacionales, por lo que carecen de algunos derechos humanos básicos; por ejemplo, no tienen derecho a tener propiedades, tienen prohibido trabajar en más de 20 profesiones distintas y carecen de acceso a los sistemas educativos y sanitarios.
El número de refugiados palestinos es ligeramente superior en Siria, donde UNRWA calcula que habitan 630 035 palestinos con estatus de refugiado. A diferencia de su situación en Líbano, los palestinos comparten muchos derechos con sus conciudadanos sirios, si bien no tienen concedida la ciudadanía. Sin embargo, los indicadores socioeconómicos hablan de una menor calidad de vida, una mayor tasa de mortalidad infantil y una menor tasa de matriculación escolar entre la población palestina de Siria. Además, la guerra civil siria ha convertido a muchos de ellos en refugiados por segunda vez, dado que han tenido que huir de los campamentos y ciudades en los que se asentaron tras huir o ser expulsados de la Palestina histórica. Miles de ellos han huido a las vecinas Jordania y Líbano.
Egipto tiene una menor población palestina, algo derivado en parte de la ausencia de campos de refugiados palestinos en su territorio; aunque originalmente existieron tres campamentos de UNRWA en Egipto, estos se desmantelaron poco después de su establecimiento y sus habitantes fueron reubicados en la Franja de Gaza, por entonces bajo administración egipcia. La cifra de palestinos residiendo en Egipto se encuentra entre los 50.000 y los 71.000.
En Kuwait vivían 360 000 personas de origen palestino en 2012, de las cuales 280 000 tenían pasaporte jordano y las restantes carecían de él. Se calcula que antes de la guerra del Golfo vivían allí unos 350 000 palestinos, pero muchos de ellos se exiliaron voluntariamente a la llegada de las tropas iraquíes y otros muchos fueron expulsados a la conclusión de dicho conflicto por las autoridades kuwaitíes como consecuencia del apoyo de Yasir Arafat al líder iraquí Sadam Huseín.
Se calcula que hay entre 240 000 y 407 000 personas con origen palestino en Arabia Saudita, país en el que no pueden tener o solicitar la nacionalidad saudí salvo en caso de matrimonio con un ciudadano o ciudadana saudí. Se da la circunstancia de que los palestinos son el único grupo nacional que no tiene la posibilidad de beneficiarse de una ley saudí de 2004 que abría la puerta a la nacionalidad a aquellos extranjeros que hayan vivido más de diez años en el país. En cuanto a Irak, la cifra de palestinos viviendo en dicho país rondaba los 34 000 antes de la guerra de Irak de 2003, la mayoría de los cuales llevaban viviendo allí desde la Nakba; actualmente, se calcula que podrían ser entre 10.000 o 20.000, si bien es difícil calcularlo con exactitud.
Para el resto de países árabes, un grupo cristiano evangelista estadounidense llamado The Joshua Project ofrece las siguientes cifrasː Eritrea, 38 000; Libia, 60 000; Catar, 301 000; Emiratos Árabes Unidos, 92 000; y Yemen, 30 000.

### América
Chile tiene la comunidad palestina más grande fuera del mundo árabe, con entre 500 000 y 700 000 ciudadanos de origen palestino. El motivo de esta importante cantidad de palestinos se encuentra en la continua emigración desde tiempos del Imperio Otomano, con picos coincidentes con la Nakba y con la guerra de los Seis Días. La población palestina de Chile desciende principalmente de emigrantes cristianos de tres localidadesː Belén, Beit Jala y Beit Sahour, además de Jerusalén, Jaffa, Beit Safafa, Taybeh, Gifna, entre otras. Hoy en día, los palestinos se encuentran plenamente integrados en la sociedad chilena, algo que se ve reflejado en situaciones tan cotidianas como el fútbol (el Club Deportivo Palestino es un equipo de fútbol de la primera división chilena) o la religión (con la presencia de iglesias ortodoxas).
Un estudio sobre las raíces de los habitantes de Estados Unidos estableció en 2013 que 85 186 ciudadanos estadounidenses son de origen palestino. La mayoría de ellos llegaron a EE. UU. tras la guerra de los Seis Días y la consiguiente ocupación militar de Cisjordania, la Franja de Gaza, Jerusalén Este y los Altos del Golán por parte de Israel. Las principales ciudades en las que se encuentran son Nueva York, Paterson (una parte de la cual se conoce como "Pequeña Ramala"), Phoenix, Miami, Chicago, Detroit y Cleveland, así como en diversas ciudades de California. Por otra parte, según el censo de Canadá de 2011, un total de 31.245 habitantes de Canadá tenían orígenes palestinos.
La diáspora palestina es especialmente representativa en algunos países de Centroamérica. Por ejemplo, el presidente de El Salvador, Nayib Bukele, es de ascendencida palestina.

### Europa
Diversos países europeos contienen también población de origen palestino, siendo el caso más importante de ellos Alemania, donde se estima que unos 200.000 habitantes tienen orígenes palestinos, seguida a más distancia del Reino Unido (20.000), Francia (25.000), Dinamarca (20.000), o Suecia (entre 15.000 y 18.000).

## Palestinos notables de la diáspora

### América

#### Argentina

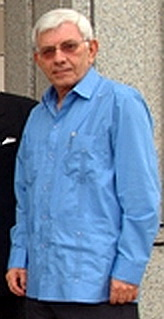
Said Musa, ex primer ministro de Belice.

- Said Musa, ex primer ministro de Belice.Juan Yaser, historiador.
- Daniel Mustafá, futbolista.
- Pablo Abdala, futbolista.
- Alejandro Naif, exfutbolista.
- Carlos Salom, futbolista.

#### Belice
- Said Musa, político y ex primer ministro.

#### Bolivia
- Juan Pereda Asbún, dictador.
- Saidt Mustafá, futbolista.

#### Canadá

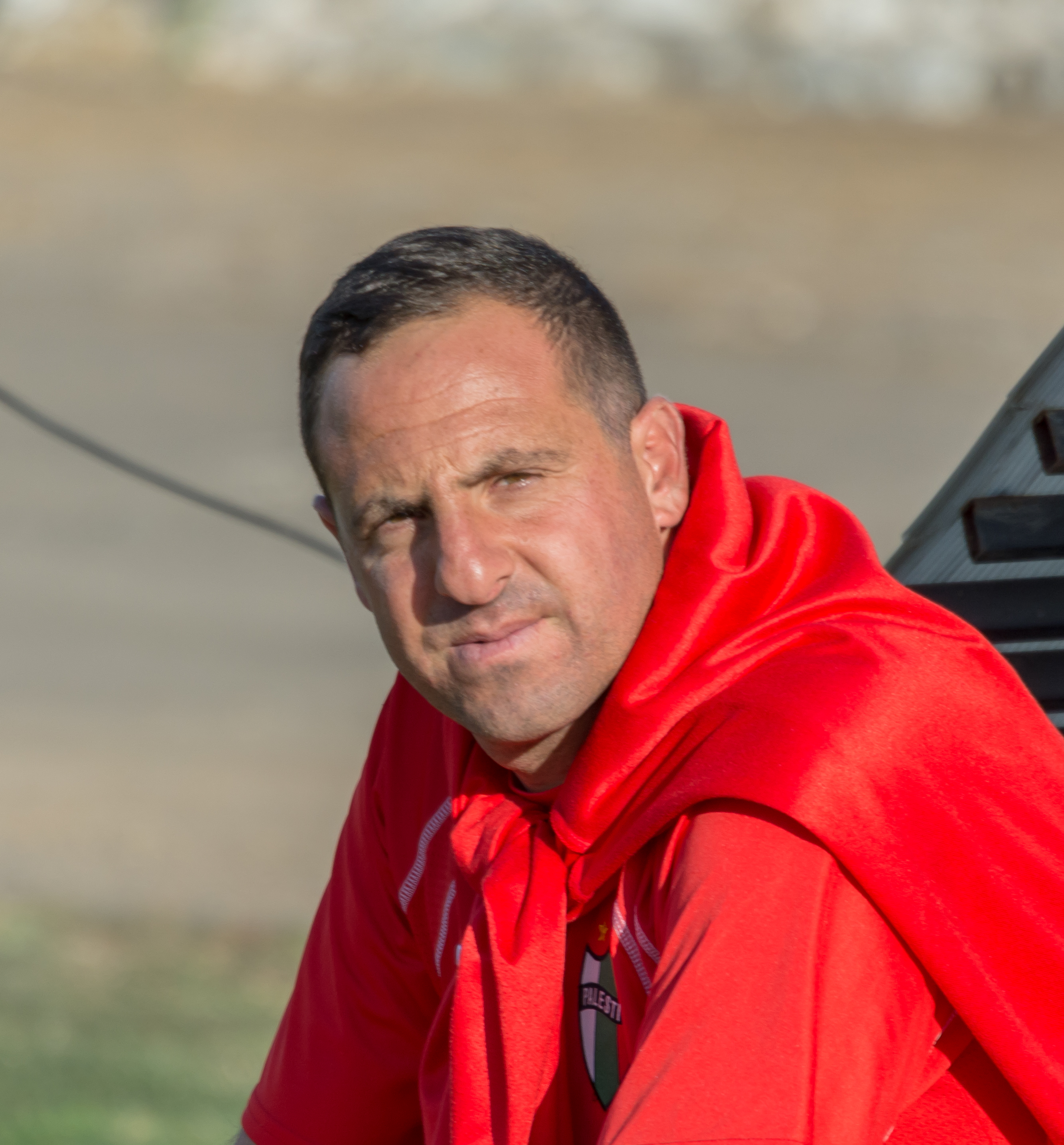
Roberto Bishara, exfutbolista chileno.

- Diana Buttu, periodista.
- Belly, rapero.
- Nasri, cantante.

#### Chile
- Juan Yarur Lolas, empresario.
- Jorge Yarur Banna, empresario.
- José Zalaquett, abogado.
- Lina Meruane, escritora.
- Miguel Littín, director de cine.
- Ricardo Abumohor, empresario.
- Sergio Jadue, exdirigente de fútbol.
- Edgardo Abdala, exfutbolista y entrenador.
- Nayib Bukele, presidente de El Salvador.Roberto Bishara, exfutbolista.
- Fuad Chahín, político.
- Francisco Chahuán, político.
- Daúd Gazale, futbolista.
- Raúl Hasbún, sacerdote.
- Mahfúd Massís, poeta y escritor.
- Ricardo Meruane, humorista.

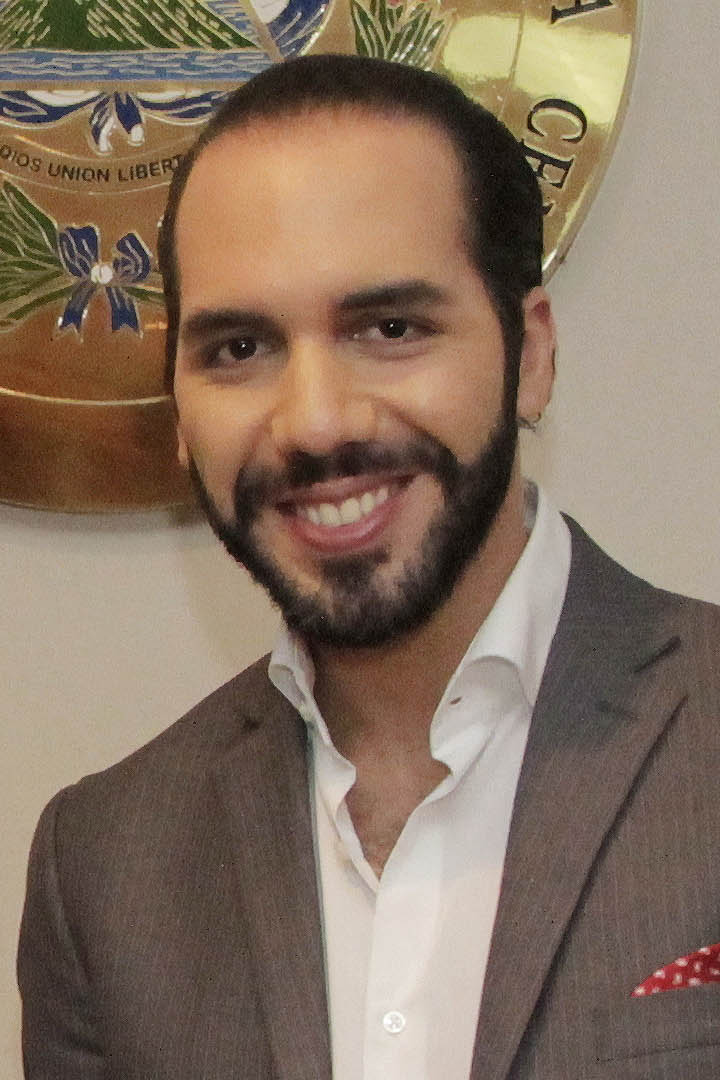
Nayib Bukele, presidente de El Salvador.

- Luis Musrri, exfutbolista y entrenador.
- Teresita Reyes, actriz.
- José Said, empresario.
- Álvaro Saieh, empresario.
- Pablo Zalaquett, político.
- Marko Zaror, actor.
- Daniel Jadue, político.Rashida Tlaib, congresista estadounidense.

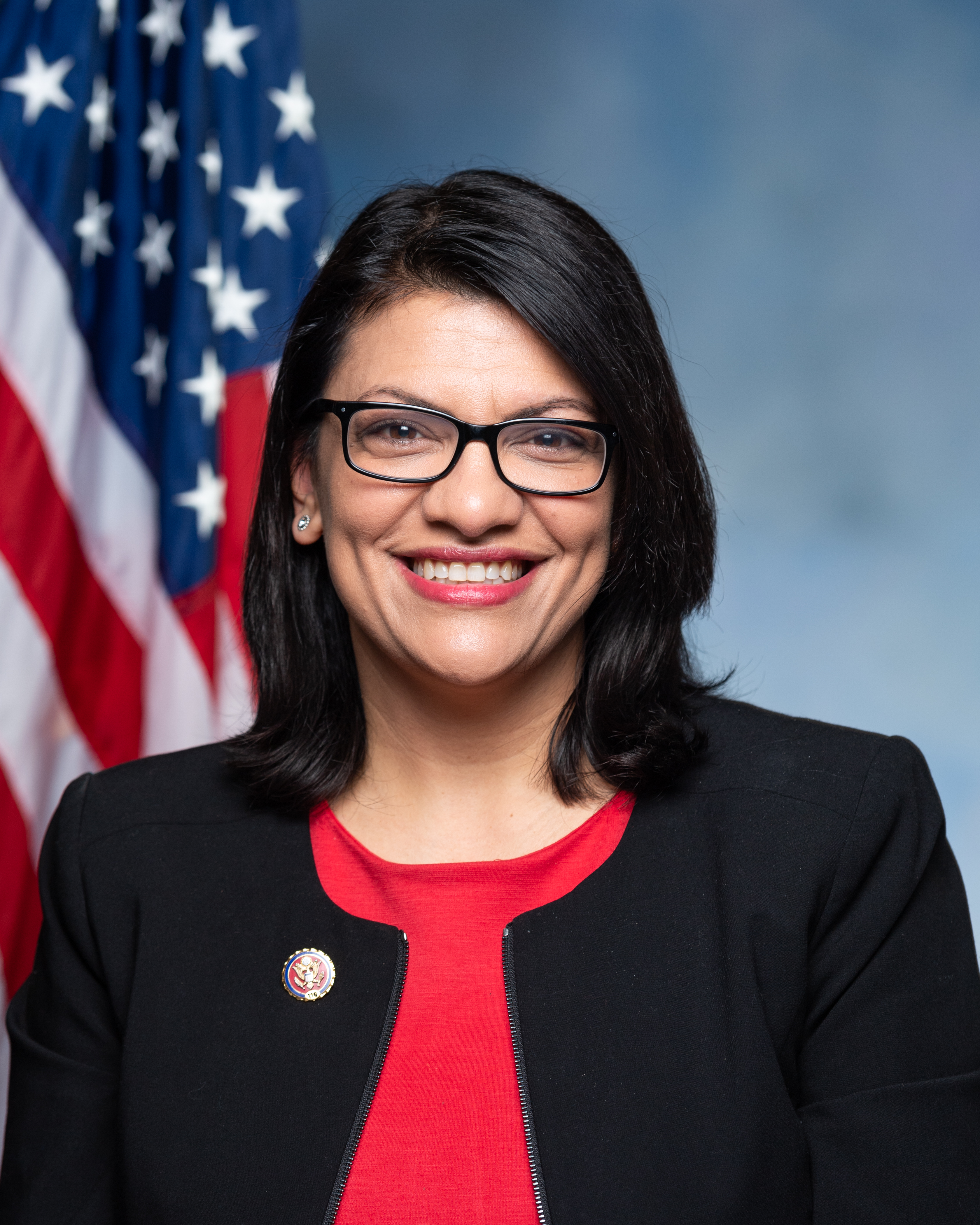
Rashida Tlaib, congresista estadounidense.

- Gustavo Hasbún, periodista y político.
- Walter Garib, escritor y periodista.
- Elyanna, cantante y compositora.

#### Colombia
- Ibrahim Saleh, comediante.

#### El Salvador
- Nayib Bukele, presidente.
- Schafik Hándal, político.
- Hato Hasbún, político.
- Elías Antonio Saca, político y expresidente.
- Arturo Zablah, industrial.

#### Estados Unidos

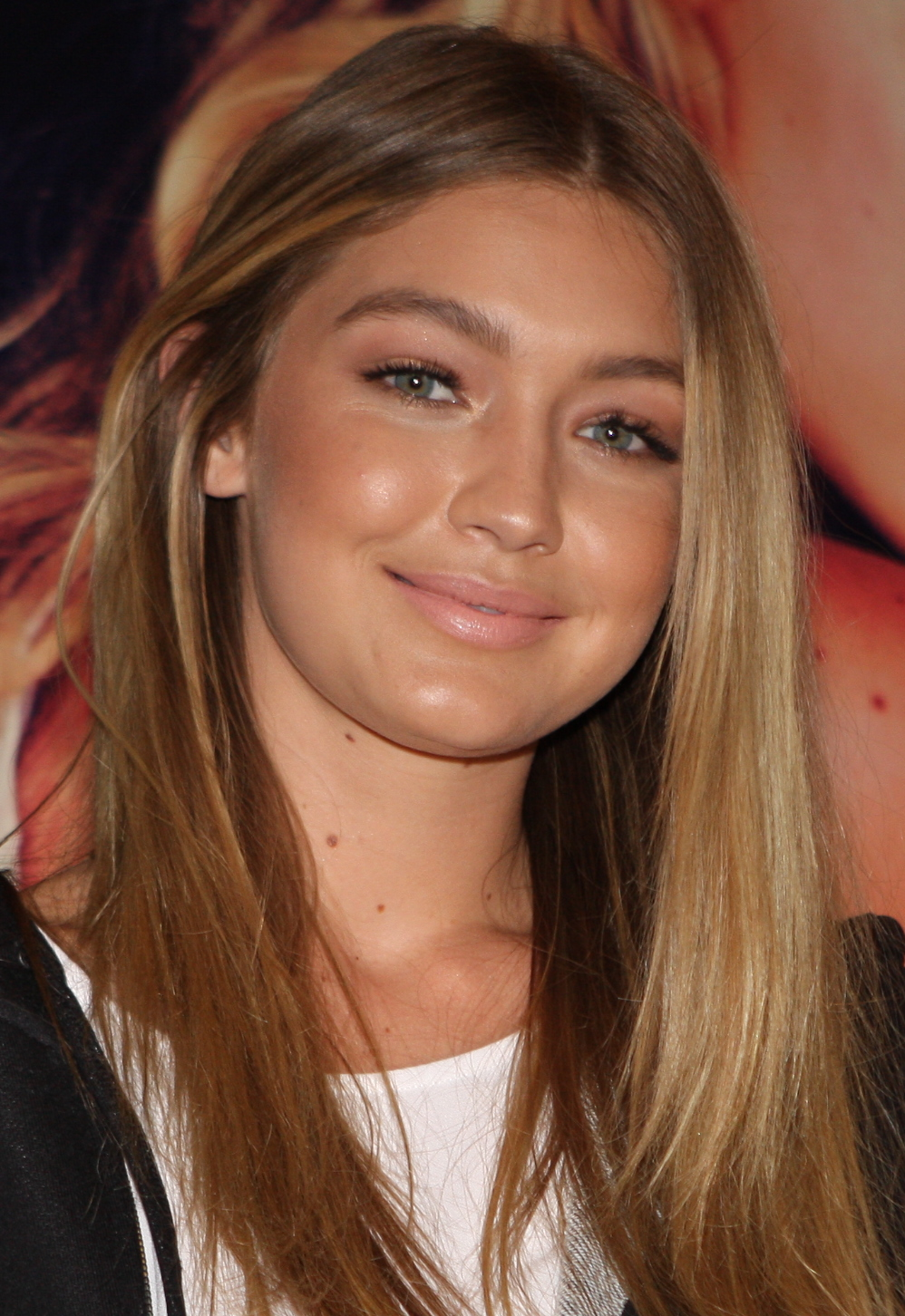
Gigi Hadid, modelo estadounidense.

- Linda Sarsour, activista feminista y por los derechos humanos.
- Rashida Tlaib, congresista del Partido Demócrata.
- Justin Amash, congresista del Partido Republicano.
- John H. Sununu, exgobernador de New Hampshire.
- Chris Sununu, gobernador de New Hampshire.
- Waleed Zuaiter, actor.
- Remi Kanazi, escritor y poeta.
- Mo Amer, escritor y humorista.
- Suheir Hammad, escritora y poetisa.
- Bella Hadid, modelo.
- Nadia Abu El Haj, antropóloga.
- Lila Abu-Lughod, antropóloga.
- Leila Farsakh, economista.
- Rashid Khalidi, historiador.
- Edward Said, escritor y crítico de teoría literaria.
- Rosemarie Said Zahlan, historiadora.
- Susan Abulhawa, periodista.
- Suheir Hammad, poetisa.
- Gigi Hadid, modelo.
- Mai Masri, directora de cine.
- DJ Khaled, rapero y productor.
- Fredwreck, rapero.
- Benny Hinn, teólogo y pastor evangelista.
- Hazem Ali, luchador.
- Mojo Rawley, luchador y exjugador de fútbol americano.Carlos Flores Facussé, expresidente de Honduras.

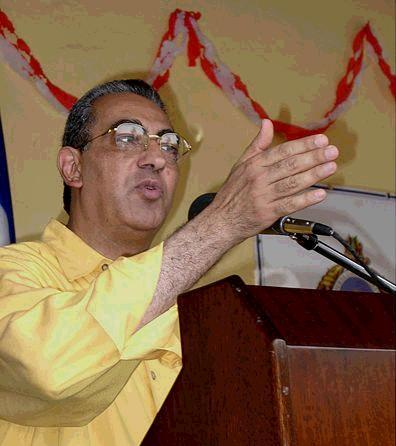
Carlos Flores Facussé, expresidente de Honduras.

- Omar M. Yaghi, químico.

#### Guatemala
- Rodolfo Abularach, artista y dibujante.

#### Honduras
- Carlos Flores Facussé, expresidente.
- Nasry Asfura, político.
- Fredy Nasser, empresario.
- Mary Elizabeth Flores, abogada y política.

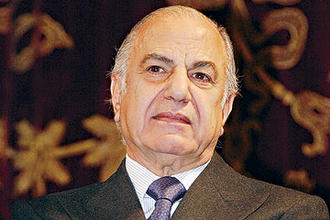
José Said, empresario chileno.

- José Said, empresario chileno.Salvador Nasralla, periodista deportivo.

#### México
- Gabriel Zaid, escritor.

#### Paraguay

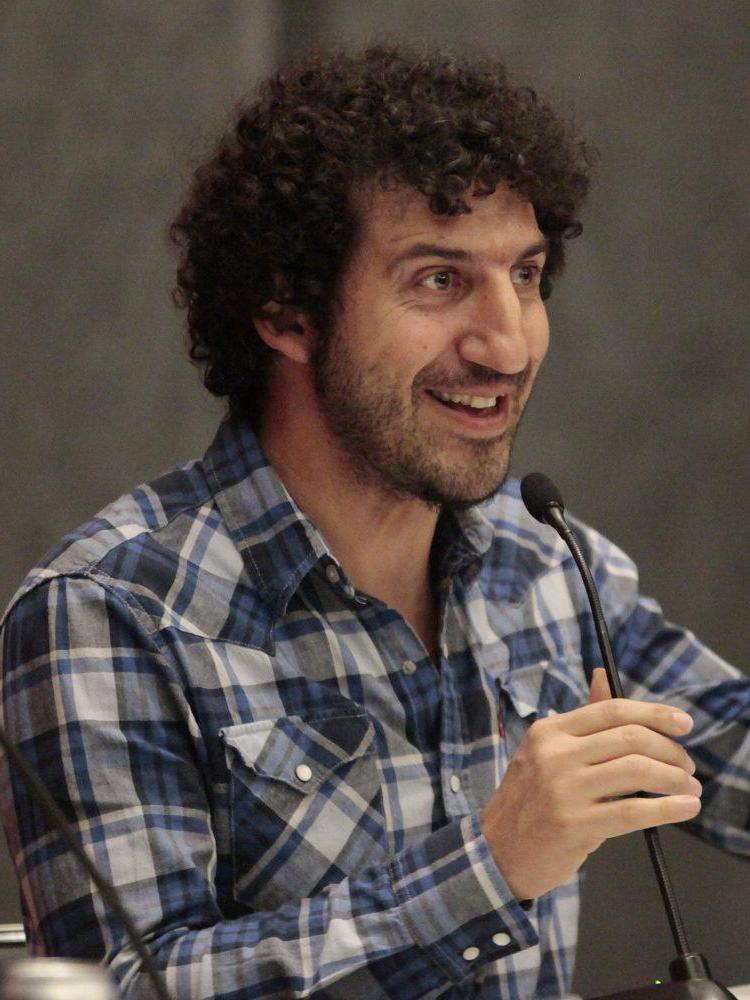
Marwan, cantautor y poeta español.

- Javier Cohene, futbolista.

#### Perú
- Daniel Abugattás, abogado y político.

### Europa

#### Alemania
- Riem Hussein, exfutbolista y árbitra.
- Mayada Al-Sayad, atleta.
- Dani Schahin, futbolista.

#### España

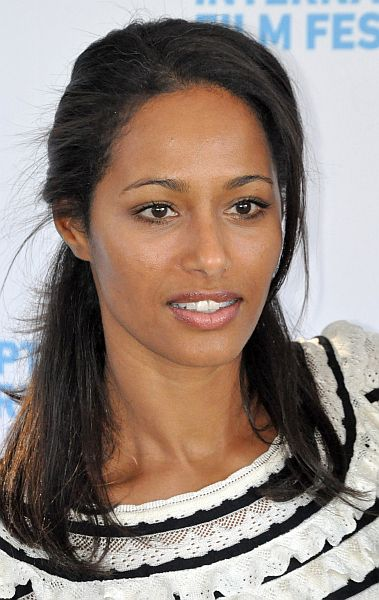
Rula Jebreal, periodista italiana.

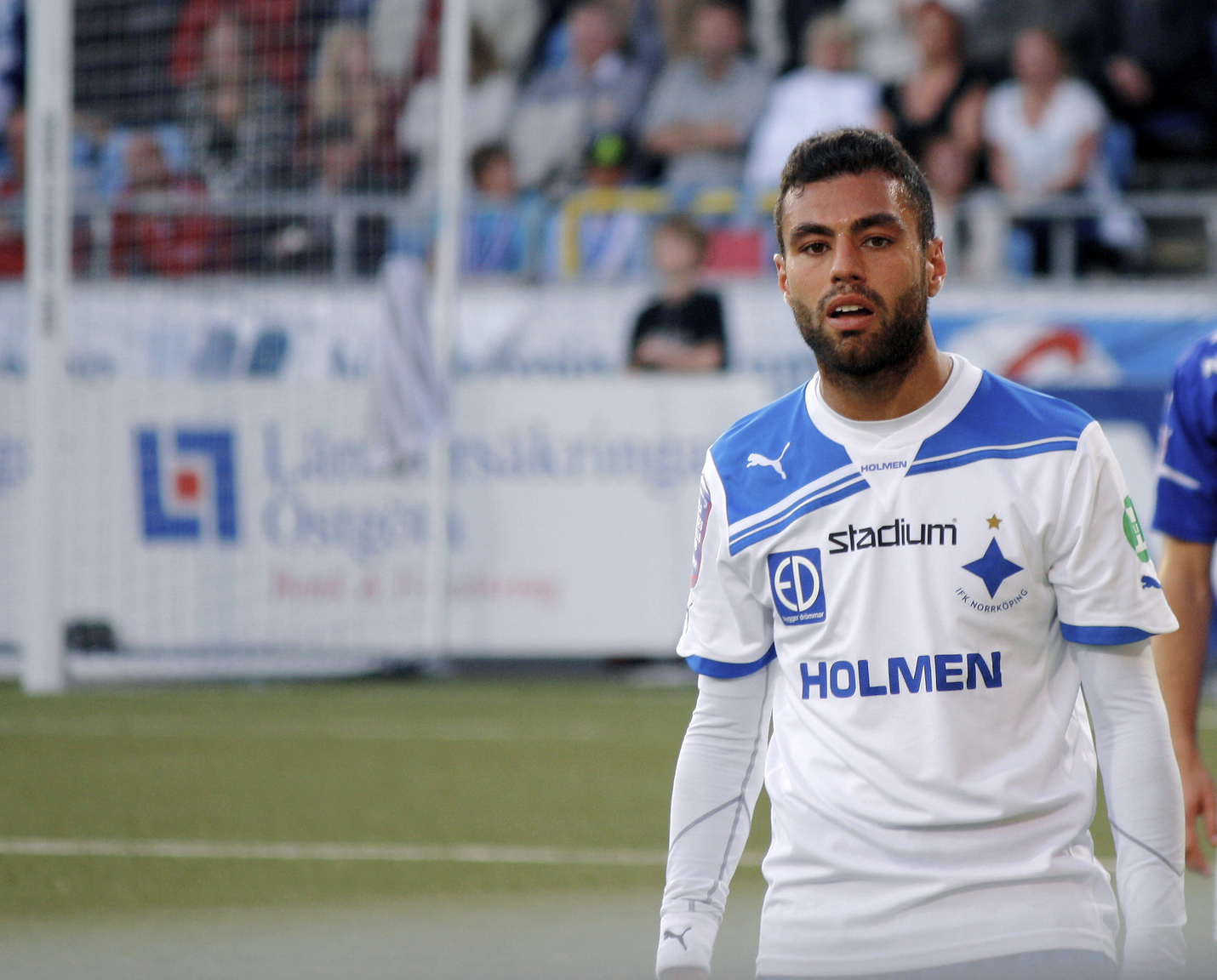
Imad Khalili, futbolista sueco.

- Marwan, cantautor y poeta.
- Amir John Haddad, guitarrista.

#### Finlandia
- Umayya Abu-Hanna, poetisa.

#### Francia
- Nathalie Handal, poetisa.

#### Italia
- Rula Jebreal, periodista, novelista y analítica política.

#### Países Bajos
- Hany Abu-Assad, director de cine.

#### Reino Unido
- Faris Badwan, cantante.
- Shadia Mansour, rapera.

#### Suecia
- Hosam Aiesh, futbolista.
- Abdul Khalili, futbolista.
- Imad Khalili, futbolista.
- Gina Dirawi, presentadora y humorista.
- Nano Omar, cantautor.
- Ralana, cantante y DJ.
- Eric Saade, cantante.
- Rami Yacoub, productor discográfico.

### África

#### Egipto

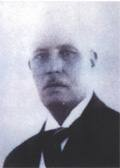
Ibrahim Hashem, exprimer ministro jordano.

- Jalil Mutran, poeta.

#### Libia
- Mahmud Sulayman al-Maghribi, político y primer ministro.

### Asia

#### Filipinas
- Gazini Ganados, modelo.
- Agot Isidro, actriz.
- Dawn Zulueta, actriz y modelo.

#### Jordania
- Reina Rania de Jordania.Rania de Jordania, reina.

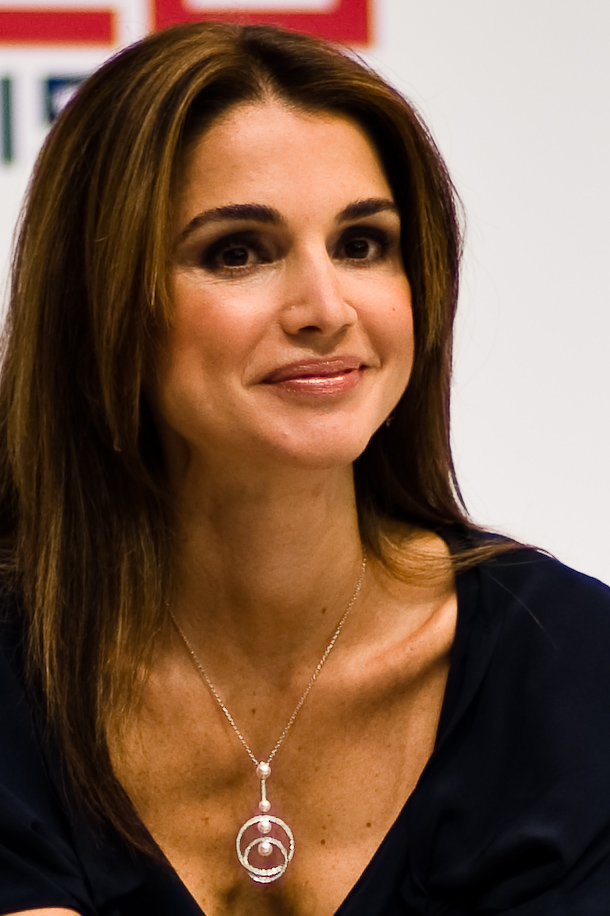
Reina Rania de Jordania.

- Al Hussein bin Abdullah II, príncipe heredero.
- Hashem bin Abdullah II, príncipe.
- Ali bin Al Hussein, príncipe.
- Haya bint Al Hussein, princesa.
- Iman bint Abdullah II, princesa.
- Salma bint Abdullah II, princesa.
- Hassan Abdel-Fattah, futbolista.
- Ibrahim Hashem, político y ex primer ministro.
- Tawfik Abu al-Huda, político y ex primer ministro.
- Ali Abu al-Ragheb, político y ex primer ministro.
- Samir Rifai, político y ex primer ministro.
- Sirhan Sirhan, asesino.
- Talal Abu-Ghazaleh, contable y empresario.
- Ahmad Abugaush, medalista olímpico en taekwondo.
- Emad Hajjaj, caricaturista.
- Osama Hajjaj, caricaturista.
- Ibrahim Nasrallah, escritor y artista.

#### Líbano
- Julia Boutros, cantante.
- Mona Hatoum, artista.
- Samir Kassir, historiador y periodista.
- Riad Al Solh, ex primer ministro.
- Rafeef Ziadah, periodista y poetisa.
- May Ziade, poetisa y ensayista.

#### Siria
- Hatem Ali, actor y director de cine.
- Bassel Khartabil, ingeniero y desarrollador de software libre.
- Dima Khatib, periodista y poetisa.

### Oceanía

#### Australia
- Loudy Tourky, saltadora de trampolín.